# Spahis (épave)
Le Spahis est un vapeur en fer qui a sombré le dimanche 9 octobre 1887 à 22 h 30 après une collision avec l'îlot de la Fourmigue dans la baie du Lavandou.

## Caractéristiques
Le Spahis est un vapeur en fer de 52,8 mètres de long et 7,45 mètres de large avec un creux de 4,62 m et un tirant d’eau de 4,2 m, lancé à La Seyne en 1864 et produit par la société des Forges et Chantiers de la Méditerranée pour le compte de la Compagnie de navigation mixte. A son lancement, il dispose d’une machine à vapeur à triple expansion de quatre chaudières de 480 CV lui permettant une vitesse de 10 nœuds (soit 18,52 km/h).
Les chaudières du Spahis semblent être de type Lagrafel et D'Allest d'après des observations de l'épave. Ce type de chaudières seront très utilisées dans la marine de guerre. Elles avaient pour particularité d'être étaient lourdes, difficiles à nettoyer, et lentes à mettre en pression.[réf. nécessaire]
Il possède une seule cheminée. Son tonnage est de 526 tonneaux et son poids est de 349 tonnes.
D’après la seule photo connue du Spahis, il est possible que le navire ait disposé de bossoirs pivotants ayant permis de mettre des embarcations de sauvetage à l’eau à l’arrière-tribord. Cette hypothèse est confirmée par les témoignages des rescapés la nuit du naufrage. On sait également grâce à l’épave qu’il disposait de quatre bossoirs fixes à l’avant du navire.[réf. nécessaire]

## Historique
Le navire est lancé à La Seyne en 1864 et produit par la société des Forges et Chantiers de la Méditerranée pour le compte de la Compagnie de navigation mixte qui en est le propriétaire jusqu'en 1874, puis successivement la compagnie Fraissinet qui le rachète l’année où elle obtient du gouvernement français le service postal à destination de la Corse. Le navire n'a pas d'incident jusqu'en 1887, excepté, fin juin 1878 lorsqu'il percute un tronc d'arbre lors d'une excursion sur l'étang de Berre. Le ministre des Travaux publics, présent à bord, et les passagers doivent regagner la côte sur des bateaux de plaisance.[réf. nécessaire]
Le 12 juillet 1883 il est vendu à la compagnie Morelli pour 237 000 francs. Il restera dans la flotte de cette compagnie jusqu'à son naufrage le 9 octobre 1887.

## Naufrage

### Passagers
La nuit du naufrage, 83 passagers et 28 hommes d’équipage chargés à Bastia, à Livourne en Italie et à Nice sont présents à bord. La plupart des passagers sont des Corses et des Italiens venus chercher du travail à Marseille. En effet, à cette époque le développement de la Corse est encore relatif et s’enraie à partir de 1875 avec la faillite de plusieurs filatures dans la région d’Ajaccio. À partir de 1880, le phénomène d’émigration se renforce. En Corse, le fonctionnement des structures politiques, établi sur la base d’un clientélisme social ancien, permet aux élites politiques locales de devenir de précieux intermédiaires pour les Corses souhaitant émigrer. Les migrations de « proximité », qui correspondent à une aire de rayonnement à l’intérieur du bassin méditerranéen, contribuent ainsi à renforcer le pouvoir notabiliaire.[réf. nécessaire]

### Déroulement du naufrage
Le 9 octobre à 17 h, le navire quitte Nice. Vers 21 h 30, il approche des îles d'Hyères. Le navire fait route vers le Cap Bénat sur la route de Marseille mais le temps est orageux et la visibilité est réduite à 20 mètres par un épais brouillard. Le capitaine Lota fait stopper les machines à plusieurs reprises puis ordonne de se remettre en marche tout en modérant sa vitesse. À 22 h 30, le Spahis heurte les contreforts sud-ouest de l’île de la Fourmigue sur son côté tribord. Un choc se fait sentir et le navire s’incline sur bâbord-avant. L’eau envahit les cabines et les machines. La proue s’enfonce rapidement, entraînant quelques passagers piégés dans leurs cabines, principalement des émigrés italiens embarqués à Livourne occupant en majorité les cabines de troisième classe situées à l’avant du navire. Ces passagers représentent à peu près les deux tiers du total des victimes du naufrage. Le capitaine Lota ordonne de mettre deux canots à la mer qui seront détruits par les vagues. Il ordonne alors aux passagers de se regrouper à l’arrière du navire. Trois membres d'équipages se jettent à l’eau en espérant rejoindre la terre, pensant probablement avoir échoué sur un cap ou sur l'une des îles d'Hyères. En réalité, le bateau est posé sur un petit îlot à 3 miles de la côte et invisible dans l'obscurité et le brouillard. Une vague les engloutit. Ils seront les seules victimes parmi les membres d'équipage. Durant le reste de la nuit, les passagers restent pour la plupart accrochés au bastingage de tribord-arrière, frappés continuellement par les vagues. Pour échapper aux vagues, un passager grimpe sur la cheminée mais un coup de vent lui fait perdre l’équilibre et le fait basculer dans la cheminée. Certains passagers parviennent à prendre pied sur l’îlot de la Fourmigue.

### Sauvetage
Le Spahis est repéré par un douanier du Lavandou qui relevait ses hommes de garde vers 6 h du matin. Il prévient des pêcheurs du port. Le patron Revello, s’élance dans son bateau, Les Cinq Frères. Il est suivi par les capitaines Rossi sur le Saint Louis et Nicolas sur le Souvenir. Les trois bateaux de pêche ramènent 25 hommes d’équipage et 64 passagers qui recevront un accueil chaleureux de la population. MM. Vigourtel, maire de Bormes, Berre, adjoint spécial du Lavandou, Coullet, syndic des gens de mer et Santoni, brigadier de gendarmerie, organisent le sauvetage et les secours. Le capitaine Lota est le dernier des rescapés à débarquer au port du Lavandou. Pour rapatrier les naufragés, le préfet maritime envoie le navire Le Corse. La compagnie Morelli, elle, envoie le Persévérant qui arrive à 7h avec le secrétaire de la compagnie d’assurance et un scaphandrier. Le navire fait le tour du Spahis et l’ingénieur qui se trouvait à bord du Persévérant constate que tout sauvetage est inutile. Le remorqueur le Robuste arrive à 16 h pour tenter de sauver le Spahis mais le navire est perdu : échoué et à 3 milles des côtes, l’épave est irrécupérable. Les naufragés sont recensés par l'ingénieur de la compagnie. Beaucoup d’entre eux refusent de monter à bord du Persévérant. Le journal Le petit Marseillais rapporte des scènes montrant la peur des rescapés : « Deux égyptiens se roulent en pleurant sur le sol et supplient les autorités: «Tuez-nous mais ne nous faites pas embarquer. »
À 9 h 30, le Persévérant quitte le Lavandou avec à son bord tous les survivants sauf une femme dont l’état de santé ne permet pas de reprendre la mer. Il arrive à Marseille le lendemain à 15 h 30.

## Bilan
Le chiffre des disparus ne fut jamais clairement établi car quelques personnes auraient déclaré avoir manqué l'embarquement à Nice. Le bilan s'élèverait à 21 ou 22 disparus. Dans les jours qui suivent; des cadavres sont retrouvés flottants jusqu'au large de l'île du Levant. Ces corps n'ont jamais pu être identifiés mais il s'agissait probablement des membres d'équipages qui avaient tenté de rejoindre la côte à la nage ou bien ceux de Mme Jardon et de sa fille, seules passagères à avoir été vues tomber à la mer.[réf. nécessaire]
Le journal le petit marseillais affirme dans son numéro du 12 octobre que si le paquebot avait relevé le lieu du cap Bénat par tribord, il aurait certainement évité la Boute (ancien nom de la fourmigue) situé à plus de 2 miles plus au nord de la route que le navire devait prendre. Le capitaine Lota se défendra en affirmant que le feu du cap Bénat n’était pas visible à cause de l’épais brouillard.[réf. nécessaire]
Le consul d’Italie se déplacera en personne au Lavandou pour montrer sa reconnaissance aux habitants et les remercier. Le Spahis ne sera jamais récupéré.
En 1892, cinq ans après le naufrage du navire et alors que la compagnie Morelli est déclarée en faillite par le tribunal de commerce de Marseille, le Journal bastiais déclare: {{"[La compagnie Morelli a vécu. Ce n’est pas sans un très vif regret que nous avons assisté à l’effondrement de cette société que deux naufrages matériels ont mise dans l’impossibilité de continuer le service postal entre le continent et la Corse.}} Il se peut donc que le naufrage du Spahis ait affecté la compagnie au point de lui faire perdre la concession des lignes postales Marseille-Corse-Sardaigne-Livourne qu’elle avait obtenue lors de sa fondation en 1883. En effet, le Spahis n'était assuré que pour la moitié de sa valeur réelle. Après la faillite, la compagnie est absorbée par la compagnie Fraissinet qui avait elle-même été propriétaire du Spahis jusqu'en 1883.

## L'épave
Après le naufrage, le Spahis est abandonné, échoué sur l'îlot. L'épave s'enfonce ensuite au fil du temps jusqu'à disparaitre entièrement. Aujourd’hui, l'avant gît sur le côté bâbord. Le reste du navire est étagé le long de la pente de l’îlot. L’épave est toujours visible bien que fortement détériorée par les courants et sa proximité avec la surface. C’est donc la partie la plus profondément immergée, la proue, qui est la mieux conservée et qui constitue un site de plongée très apprécié des plongeurs novices car peu profonde. En effet, la proue repose à 25 mètres de profondeur. On peut encore y observer le gros cabestan central, deux bossoirs de chaque côtés, ainsi que son guindeau et sa cascade d’engrenages. Plus haut, on peut observer un large champ de débris et la chaudière du navire.